# تيم روس (ممثل)
تيم روس (بالإنجليزية: Tim Russ)‏ هو كاتب وكاتب سيناريو وموسيقي ومخرج وممثل أمريكي، ولد في 22 يونيو 1956 بواشنطن العاصمة في الولايات المتحدة.

## أعمال

### أفلام
- (1987) سبيسبولز[6][7]
- (1988) طائر[8]
- (2007) موت قاسي 4[9][10][11]

### مسلسلات
- الطبيب الجيد
- سامانثا من؟
- فوياجر
- ميامي
- كاسل

## وصلات خارجية
- تيم روس على موقع IMDb (الإنجليزية)
- تيم روس على موقع روتن توميتوز (الإنجليزية)
- تيم روس على موقع ألو سيني (الفرنسية)
- تيم روس على موقع ميوزك برينز (الإنجليزية)
- تيم روس على موقع أول موفي (الإنجليزية)
- تيم روس على موقع قاعدة بيانات الأفلام السويدية (السويدية)
- تيم روس على موقع إن إن دي بي (الإنجليزية)
- تيم روس على موقع أول ميوزيك (الإنجليزية)
- تيم روس على موقع ديسكوغز (الإنجليزية)
- تيم روس على موقع قاعدة بيانات الفيلم (الإنجليزية)